# ARD-Hauptstadtstudio

Logo des Hauptstadtstudios

Das ARD-Hauptstadtstudio ist eine Gemeinschaftseinrichtung aller ARD-Landesrundfunkanstalten mit Sitz in der Wilhelmstraße im Berliner Ortsteil Mitte. Es steht in direkter Nähe zum Reichstagsgebäude und anderen Zentren der Bundespolitik, über die aus dem Studio berichtet wird. Es wurde gleichzeitig mit dem Umzug der Bundesregierung von Bonn nach Berlin im Jahr 1999 eröffnet. Leiter des ARD-Hauptstadtstudios ist seit Juni 2024 Markus Preiß. Stellvertretender Studioleiter ist seit Mai 2021 Matthias Deiß. Weitere Stellvertreterin und zudem Leiterin der Radio-Gemeinschaftsredaktion ist Anna Engelke.

## Nutzung und Beschreibung

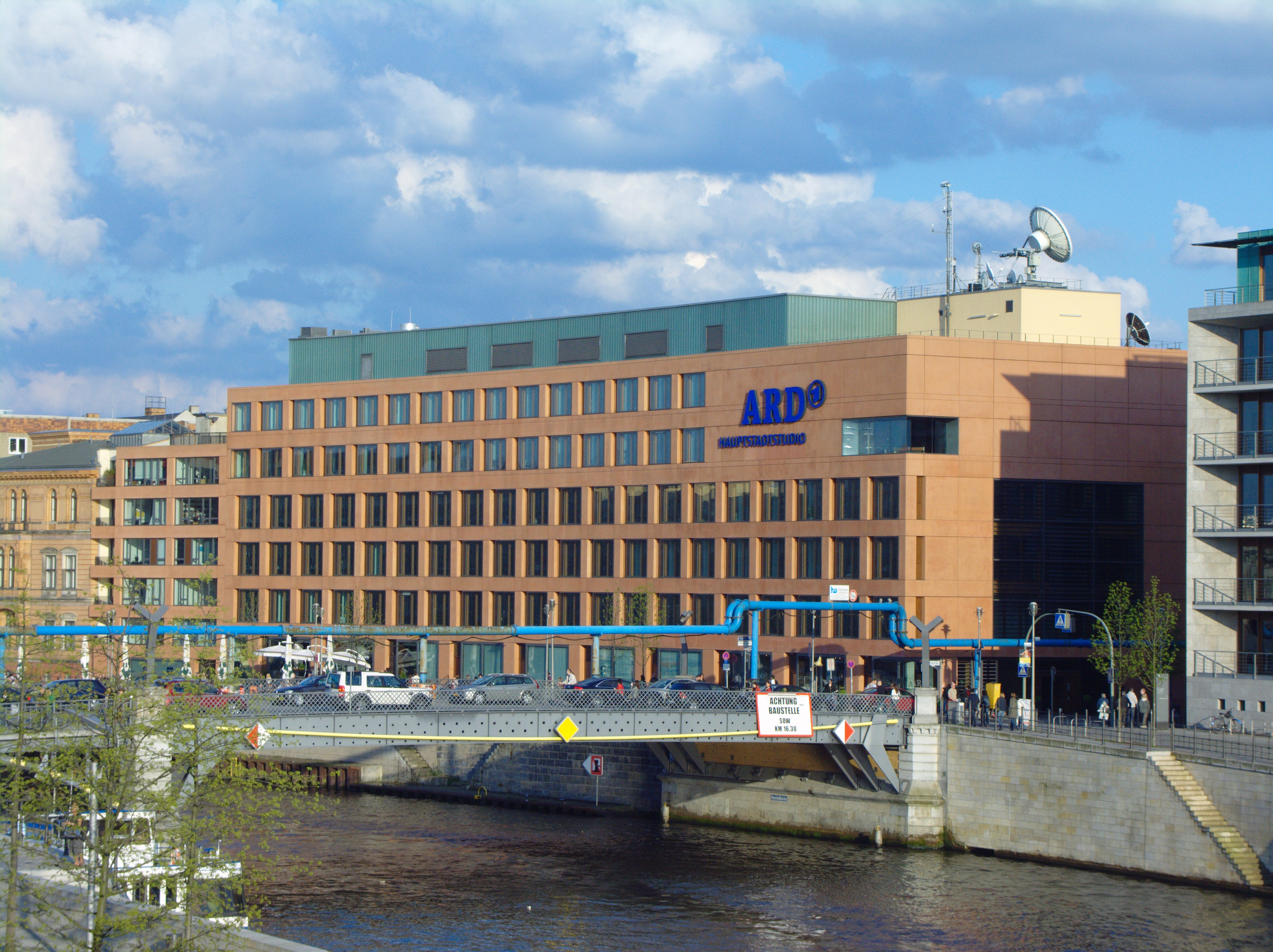
Das ARD-Hauptstadtstudio

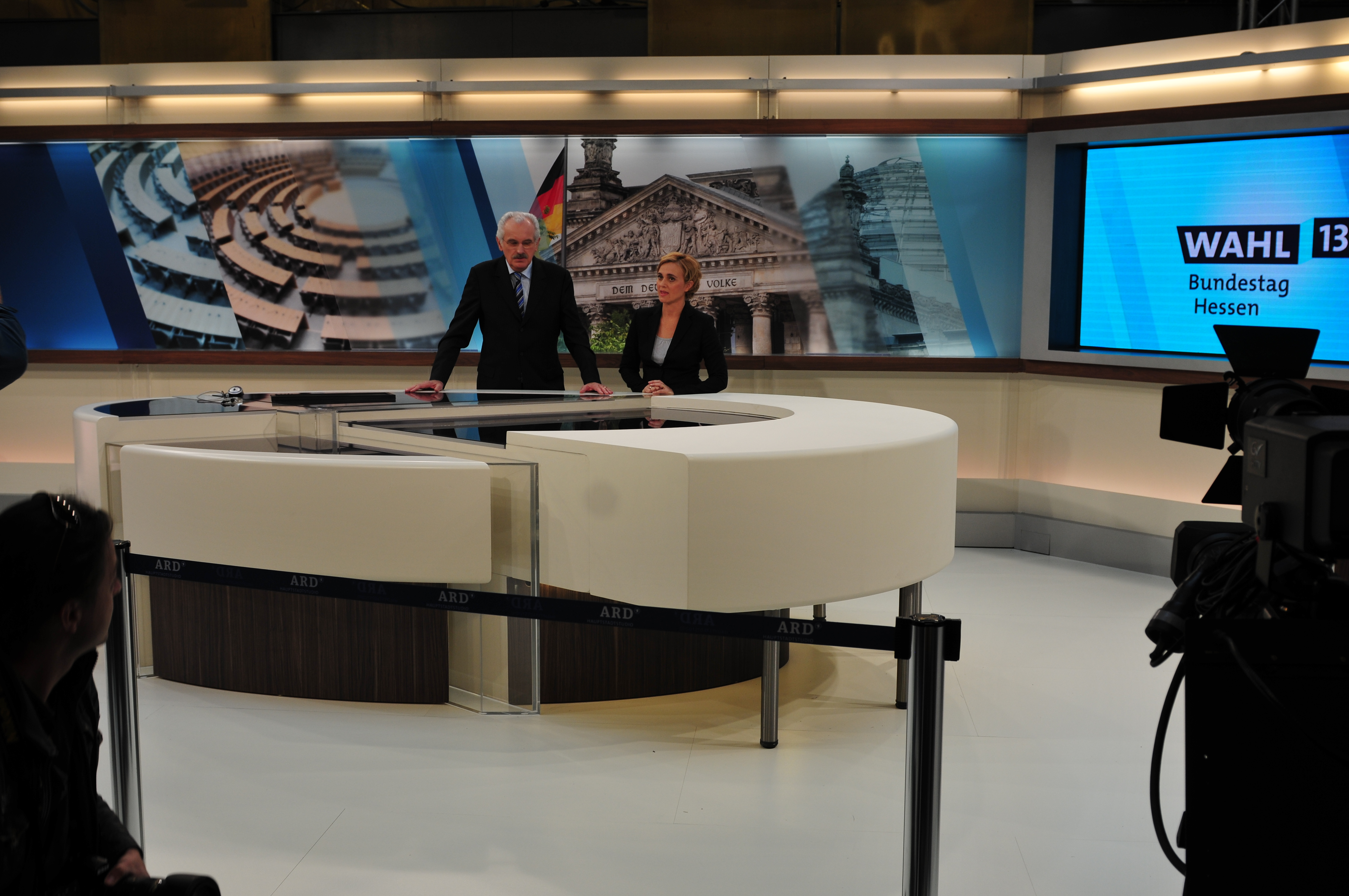
Wahlstudio 2013 mit Ulrich Deppendorf und Caren Miosga

Im Gebäude sind neben einer Fernsehgemeinschaftsredaktion mit Zulieferungen vorwiegend an die zentrale Redaktion von ARD-aktuell in Hamburg auch die Berliner Hörfunk-Korrespondenten aller Landesrundfunkanstalten und Korrespondenten einiger Dritter Fernsehprogramme für deren lokale Nachrichtensendungen untergebracht. Die Korrespondenten erstellen ihre Beiträge überwiegend für ihre Heimatredaktionen in den einzelnen ARD-Sendern. Dabei können sie auf ein volldigitalisiertes System zurückgreifen, das es beispielsweise ermöglicht, fertige Hörfunkbeiträge in Sekundenschnelle aus dem Hauptstadtstudio in den Beitragspool einer ARD-Anstalt zu übertragen, bei der er sofort im laufenden Programm ohne weiteren Aufwand gesendet werden kann.
Etwa 70 Journalisten produzieren im ARD-Hauptstadtstudio Beiträge für ihre Heimatsender (Stand: Ende 2012). Darüber hinaus wird aus dem großen Fernsehstudio A mit Eckfenster sonntags um 18 Uhr der Bericht aus Berlin gesendet. Auch zu Wahlen, Parteitagen, Staatsbesuchen oder aktuellen bundespolitischen Ereignissen gibt es Sondersendungen aus dem Studio an der Spree, darunter ARD-Brennpunkte oder Farbe bekennen. Der Nachrichten- und Ereigniskanal Phoenix produziert dort ebenfalls regelmäßig die Phoenix Runde und das ARD-Morgenmagazin sendet Interviews aus Studio A.
Das Gebäude steht auf der Fläche des 1877/1878 für Hermann von Helmholtz erbauten Instituts für Physik (Gebäudeteil der Naturwissenschaftlichen und medizinischen Institute der Königlichen Universität Berlin) der damaligen Friedrich-Wilhelms-Universität, wegen seiner Dimensionen auch als „Palast der Physik“ bezeichnet. In der Folge forschten dort viele weitere bedeutende Physiker, darunter James Franck, Gustav Hertz, Walther Nernst, Max Planck und Wilhelm Wien, an deren Wirken eine Gedenktafel erinnert, die am 16. April 1999 enthüllt wurde. Das Institutsgebäude wurde am Ende des Zweiten Weltkriegs zerstört und die Ruine enttrümmert. Das Gebäude wurde vom Architekturbüro O&O Baukunst entworfen, die Bauherrengemeinschaft bestand aus SFB und WDR.

## Leitung

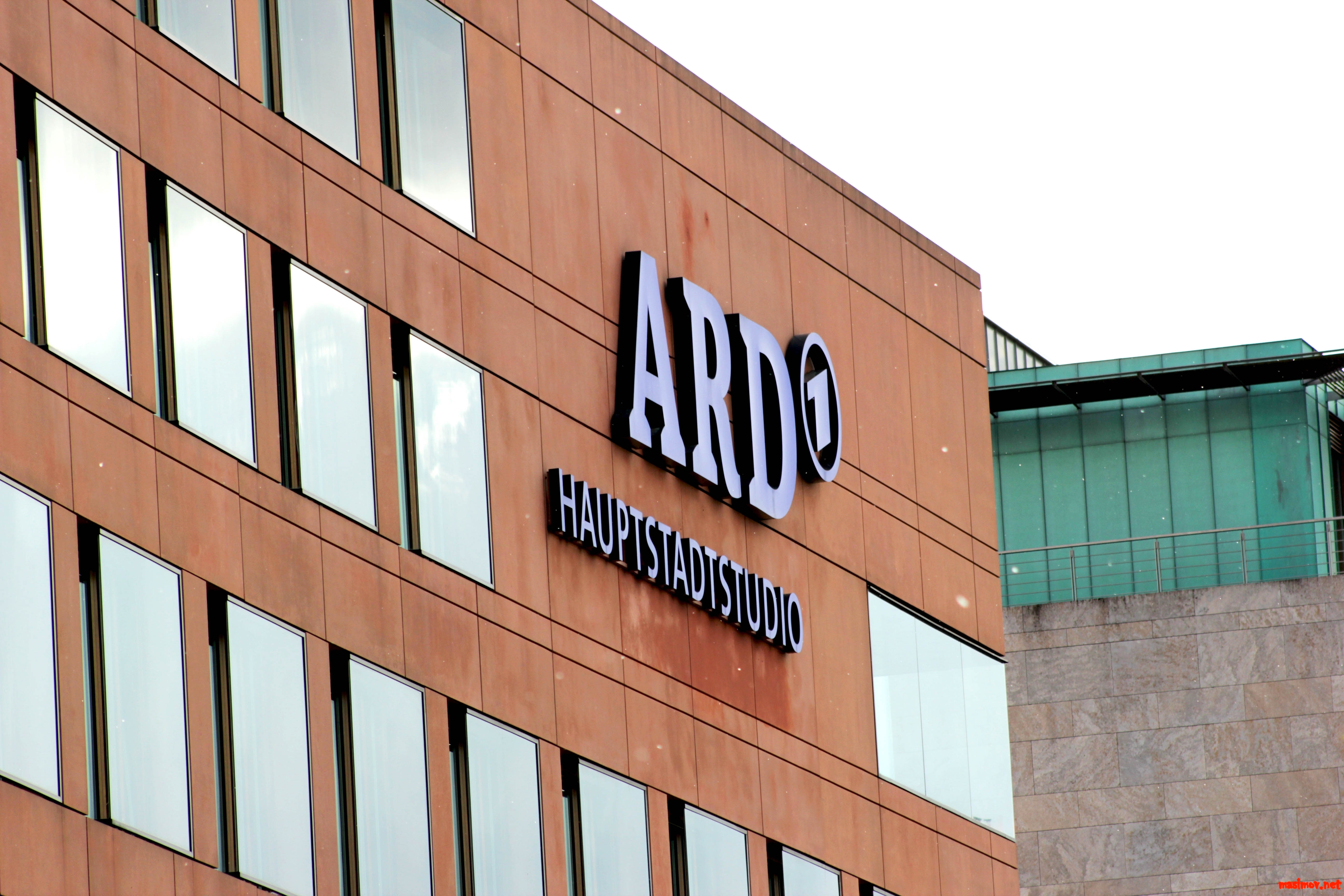
ARD-Hauptstadtstudio in Berlin

- 1999–2002: Ulrich Deppendorf
- 2002–2007: Thomas Roth
- 2007–2015: Ulrich Deppendorf
- 2015–2024: Tina Hassel
- seit 2024: 00Markus Preiß